# Bahnrad-Weltcup 2018/19
Der UCI-Bahnrad-Weltcup 2018/19 wurde zwischen Oktober 2018 und Januar 2019 in sechs Läufen ausgetragen.
Veranstalter war der Weltradsportverband Union Cycliste Internationale (UCI).
Bei allen Weltcup-Läufen wurden die sechs Disziplinen – jeweils Männer und Frauen – gefahren, die auch Teil des olympischen Programms sind: Sprint, Teamsprint, Keirin, Mannschaftsverfolgung, Zweier-Mannschaftsfahren und Omnium. Die Organisatoren konnten zudem zusätzlich Rennen in den Weltmeisterschafts-Disziplinen 1000- beziehungsweise 500-Meter-Zeitfahren, Einerverfolgung, Punktefahren und Scratch ausrichten.
Die Läufe des Weltcups waren Teil der Qualifikation für die Olympischen Spiele 2020 in der japanischen Hauptstadt Tokio.
Im Rahmen des Weltcup-Laufs im Berliner Velodrom (30. November–2. Dezember) unternahm der Paralympics-Sieger Michael Teuber einen Stunden-Weltrekordversuch. Die bis dahin gültige Bestmarke in der Paracycling-Wettkampfklasse C1 lag bei 39,326 Kilometer und wurde von Teuber selbst am 8. Mai 2005 auf der Radrennbahn in Augsburg aufgestellt. Es gelang ihm am 30. November, den Weltrekord auf 42,583 Kilometer zu verbessern.

## Austragungsorte
| Datum                         | Ort                                             |
| ----------------------------- | ----------------------------------------------- |
| 19.–21. Oktober 2018          | Vélodrome National in Saint-Quentin-en-Yvelines |
| 26.–28. Oktober 2018          | Mattamy National Cycling Centre in Milton       |
| 30. November–2. Dezember 2018 | Velodrom in Berlin                              |
| 14.–16. Dezember 2018         | Lee Valley Velodrome in London                  |
| 18.–20. Januar 2019           | Avantidrome in Cambridge                        |
| 25.–27. Januar 2019           | Hong Kong Velodrome in Hongkong                 |

## Resultate

### Frauen

#### Sprint
| Ort                       | Siegerin         | Zweite              | Dritte              |
| ------------------------- | ---------------- | ------------------- | ------------------- |
| Saint-Quentin-en-Yvelines | Lee Wai-sze      | Stephanie Morton    | Darja Schmeljowa    |
| Milton                    | Lee Wai-sze      | Emma Hinze          | Stephanie Morton    |
| Berlin                    | Stephanie Morton | Anastassija Woinowa | Olena Starykowa     |
| London                    | Stephanie Morton | Emma Hinze          | Laurine van Riessen |
| Cambridge                 | Lee Wai-sze      | Olena Starykowa     | Kaarle McCulloch    |
| Hongkong                  | Lee Wai-sze      | Lee Hye-jin         | Simona Krupeckaitė  |

Gesamtwertung
| Pos. | Fahrerin            | SQY | Mil | Ber | Lon | Cam | Hong | Pkt  |
| ---- | ------------------- | --- | --- | --- | --- | --- | ---- | ---- |
| 1.   | Olena Starykowa     | 275 | 225 | 400 | 375 | 450 | 375  | 2100 |
| 2.   | Lee Wai-sze         | 500 | 500 | –   | –   | 500 | 500  | 2000 |
| 3.   | Stephanie Morton    | 450 | 400 | 500 | 500 | –   | –    | 1850 |
| 4.   | Katy Marchant       | 300 | 190 | 300 | 325 | 275 | 190  | 1580 |
| 5.   | Darja Schmeljowa    | 400 | 375 | 375 | 250 | –   | –    | 1400 |
| 6.   | Laurine van Riessen | 325 | 250 | 350 | 400 | –   | –    | 1325 |
| 7.   | Mathilde Gros       | 375 | 350 | –   | 205 | 350 | –    | 1280 |
| 8.   | Emma Hinze          | –   | 450 | 325 | 400 | –   | –    | 1225 |
| 9.   | Simona Krupeckaitė  | 70  | 160 | 190 | 275 | –   | 400  | 1095 |
| 10.  | Miglė Marozaitė     | 225 | 110 | 250 | 120 | 225 | 120  | 1050 |

#### Keirin
| Ort                       | Siegerin            | Zweite           | Dritte                  |
| ------------------------- | ------------------- | ---------------- | ----------------------- |
| Saint-Quentin-en-Yvelines | Laurine van Riessen | Darja Schmeljowa | Lee Wai-sze             |
| Milton                    | Madalyn Godby       | Stephanie Morton | Martha Bayona           |
| Berlin                    | Laurine van Riessen | Emma Hinze       | DSR Yuka Kobayashi      |
| London                    | Stephanie Morton    | Darja Schmeljowa | Urszula Łoś             |
| Cambridge                 | Lee Wai-sze         | Katy Marchant    | Ljubow Bassowa          |
| Hongkong                  | Lee Wai-sze         | Riyu Ohta        | MSP Jessica Lee Hoi-yan |

Gesamtwertung
| Pos. | Fahrerin            | SQY | Mil | Ber | Lon | Cam | Hong | Pkt  |
| ---- | ------------------- | --- | --- | --- | --- | --- | ---- | ---- |
| 1.   | Lee Wai-sze         | 400 | 375 | –   | –   | 500 | 500  | 1775 |
| 2.   | Stephanie Morton    | 250 | 450 | 325 | 500 | –   | –    | 1525 |
| 3.   | Laurine van Riessen | 500 | 205 | 500 | 300 | –   | –    | 1505 |
| 4.   | Simona Krupeckaitė  | 375 | 225 | 350 | 190 | –   | 225  | 1365 |
| 5.   | Urszula Łoś         | 225 | 175 | –   | 400 | 375 | 120  | 1295 |
| 6.   | Katy Marchant       | 175 | 80  | 175 | 375 | 450 | –    | 1255 |
| 7.   | Darja Schmeljowa    | 450 | 350 | –   | 450 | –   | –    | 1250 |
| 8.   | Ljubow Bassowa      | 80  | 175 | 120 | 175 | 400 | 250  | 1200 |
| 9.   | Emma Hinze          | –   | 300 | 450 | –   | –   | 375  | 1126 |
| 10.  | Nicky Degrendele    | 325 | –   | –   | 225 | 225 | 350  | 1125 |

#### Teamsprint
| Ort                       | Siegerinnen                                          | Zweite                                       | Dritte                                               |
| ------------------------- | ---------------------------------------------------- | -------------------------------------------- | ---------------------------------------------------- |
| Saint-Quentin-en-Yvelines | Gazprom-RusVelo Darja Schmeljowa Anastassija Woinowa | Australien Kaarle McCulloch Stephanie Morton | Ukraine Olena Starykowa Ljubow Bassowa               |
| Milton                    | Australien Kaarle McCulloch Stephanie Morton         | Deutschland Miriam Welte Emma Hinze          | Gazprom-RusVelo Darja Schmeljowa Anastassija Woinowa |
| Berlin                    | Gazprom-RusVelo Darja Schmeljowa Anastassija Woinowa | Deutschland Miriam Welte Emma Hinze          | Volksrepublik China Lin Junhong Zhong Tianshi        |
| London                    | Volksrepublik China Lin Junhong Zhong Tianshi        | Deutschland Miriam Welte Emma Hinze          | Niederlande Kyra Lamberink Shanne Braspennincx       |
| Cambridge                 | Holy Brother Cycling Team Song Chaorui Bao Shanju    | Frankreich Sandie Clair Mathilde Gros        | Polen Marlena Karwacka Urszula Łoś                   |
| Hongkong                  | Volksrepublik China Lin Junhong Zhong Tianshi        | Ukraine Olena Starykowa Ljubow Bassowa       | Litauen Miglė Marozaitė Simona Krupeckaitė           |

Gesamtwertung
| Pos. | Mannschaft             | SQY | Mil | Ber | Lon | Cam | Hong | Pkt  |
| ---- | ---------------------- | --- | --- | --- | --- | --- | ---- | ---- |
| 1.   | Deutschland            | 350 | 450 | 450 | 450 | –   | 375  | 2075 |
| 2.   | Ukraine                | 400 | 350 | 325 | 205 | 250 | 450  | 1980 |
| 3.   | Polen                  | 250 | 300 | 250 | 225 | 400 | 350  | 1755 |
| 4.   | Gazprom-RusVelo        | 500 | 400 | 500 | 350 | –   | –    | 1750 |
| 5.   | Volksrepublik China    | 190 | –   | 400 | 500 | 130 | 500  | 1720 |
| 6.   | Litauen                | 275 | 225 | 225 | 325 | 160 | 400  | 1610 |
| 7.   | Vereinigtes Königreich | 300 | 250 | 350 | 250 | 225 | 160  | 1535 |
| 8.   | Frankreich             | 325 | 275 | –   | 375 | 450 | –    | 1424 |
| 9.   | Spanien                | 205 | 205 | 190 | 175 | 300 | 325  | 1400 |
| 10.  | Niederlande            | 225 | 375 | 375 | 400 | –   | –    | 1375 |

#### 500-Meter-Zeitfahren
| Ort    | Siegerinnen     | Zweite       | Dritte           |
| ------ | --------------- | ------------ | ---------------- |
| Berlin | Olena Starykowa | Miriam Welte | Darja Schmeljowa |

Gesamtwertung
| Pos. | Fahrerin         | Pkt |
| ---- | ---------------- | --- |
| 1.   | Olena Starykowa  | 500 |
| 2.   | Miriam Welte     | 450 |
| 3.   | Darja Schmeljowa | 400 |
| 4.   | Elis Ligtlee     | 375 |
| 5.   | Urszula Łoś      | 350 |
| 6.   | Tania Calvo      | 325 |
| 7.   | Lauren Bate      | 300 |
| 8.   | Miriam Vece      | 275 |
| 9.   | Jessica Salazar  | 250 |
| 10.  | Lin Junhong      | 225 |

#### Mannschaftsverfolgung
| Ort                       | Siegerinnen                                                                                   | Zweite                                                                           | Dritte                                                                                       |
| ------------------------- | --------------------------------------------------------------------------------------------- | -------------------------------------------------------------------------------- | -------------------------------------------------------------------------------------------- |
| Saint-Quentin-en-Yvelines | Australien Kristina Clonan Ashlee Ankudinoff Georgia Baker Macey Stewart                      | Neuseeland Bryony Botha Rushlee Buchanan Holly Edmondston Kirstie James          | Italien Letizia Paternoster Elisa Balsamo Marta Cavalli Silvia Valsecchi                     |
| Milton                    | Vereinigtes Königreich Laura Kenny Katie Archibald Elinor Barker Eleanor Dickinson            | Italien Elisa Balsamo Marta Cavalli Simona Frapporti Silvia Valsecchi            | Neuseeland Rushlee Buchanan Holly Edmondston Bryony Botha Kirstie James                      |
| Berlin                    | Vereinigtes Königreich Katie Archibald Emily Kay Laura Kenny Emily Nelson Jessica Roberts     | Australien Annette Edmondson Ashlee Ankudinoff Georgia Baker Amy Cure            | Kanada Allison Beveridge Annie Foreman-Mackey Ariane Bonhomme Stephanie Roorda Kinley Gibson |
| London                    | Vereinigtes Königreich Katie Archibald Eleanor Dickinson Neah Evans Laura Kenny Elinor Barker | Vereinigte Staaten Christina Birch Kelly Catlin Kimberly Geist Emma White        | Italien Elisa Balsamo Simona Frapporti Vittoria Guazzini Silvia Valsecchi                    |
| Cambridge                 | Neuseeland Racquel Sheath Bryony Botha Rushlee Buchanan Kirstie James                         | Kanada Allison Beveridge Ariane Bonhomme Annie Foreman-Mackey Georgia Simmerling | Italien Elisa Balsamo Letizia Paternoster Martina Alzini Marta Cavalli                       |
| Hongkong                  | Italien Elisa Balsamo Letizia Paternoster Martina Alzini Marta Cavalli                        | Deutschland Franziska Brauße Gudrun Stock Charlotte Becker Lisa Klein            | Neuseeland Ellesse Andrews Michaela Drummond Lauren Ellis Emily Shearman                     |

Gesamtwertung
| Pos. | Mannschaft             | SQY  | Mil  | Ber  | Lon  | Cam  | Hong | Pkt. |
| ---- | ---------------------- | ---- | ---- | ---- | ---- | ---- | ---- | ---- |
| 1.   | Italien                | 800  | 900  | 750  | 800  | 800  | 1000 | 5050 |
| 2.   | Vereinigtes Königreich | 700  | 1000 | 1000 | 1000 | –    |      | 3700 |
| 3.   | Neuseeland             | 900  | 800  | –    | –    | 1000 | 800  | 3500 |
| 4.   | Deutschland            | 750  | 750  | 550  | 380  | –    | 900  | 3330 |
| 5.   | Kanada                 | –    | 700  | 800  | –    | 900  | 550  | 2950 |
| 6.   | Volksrepublik China    | 600  | 410  | 450  | 450  | 600  | 350  | 2860 |
| 7.   | Polen                  | 500  | 450  | 600  | 700  | –    | 450  | 2700 |
| 8.   | Australien             | 1000 | –    | 900  | –    | –    | 700  | 2600 |
| 9.   | Frankreich             | 650  | 550  | –    | 500  | –    | 750  | 2450 |
| 10.  | Belgien                | –    | –    | 500  | 600  | 700  | 600  | 2400 |

Bei Lauf IV des Weltcups in Cambridge verbesserte der neuseeländische Frauen-Vierer vor heimischem Publikum im Finale den nationalen Rekord auf  4:16,028 Minuten.

#### Scratch
| Ort                       | Siegerin               | Zweite              | Dritte           |
| ------------------------- | ---------------------- | ------------------- | ---------------- |
| Saint-Quentin-en-Yvelines | Ashlee Ankudinoff      | Megan Barker        | Daria Pikulik    |
| Milton                    | Alexandra Gontscharowa | Olivija Baleišytė   | Jennifer Valente |
| Hongkong                  | Martina Fidanza        | Alex Martin-Wallace | Jolien D’hoore   |

Gesamtwertung
| Pos. | Fahrerin               | SQY | Mil | Cam | Hong | Pkt  |
| ---- | ---------------------- | --- | --- | --- | ---- | ---- |
| 1.   | Martina Fidanza        | –   | –   | 500 | 500  | 1000 |
| 2.   | Lisa Küllmer           | 350 | 300 | –   | 325  | 975  |
| 3.   | Alexandra Gontscharowa | 225 | 500 | 225 | –    | 725  |
| 4.   | Holly Edmondston       | 275 | 325 | 300 | –    | 900  |
| 5.   | Daria Pikulik          | 400 | –   | 450 | –    | 850  |
| 6.   | Ana Usabiaga           | –   | 375 | –   | 375  | 750  |
| 7.   | Palina Piwawarawa      | –   | –   | 375 | 300  | 675  |
| 8.   | Olivija Baleišytė      | 205 | 450 | –   | –    | 655  |
| 9.   | Katerina Kohoutkova    | 120 | 160 | 190 | 120  | 590  |
| 10.  | Nao Suzuki             | –   | –   | 350 | 225  | 575  |

#### Punktefahren
| Ort                       | Siegerin                  | Zweite        | Dritte           |
| ------------------------- | ------------------------- | ------------- | ---------------- |
| Saint-Quentin-en-Yvelines | Maria Giulia Confalonieri | Hanna Solowej | Charlotte Becker |

Gesamtwertung
| Pos. | Fahrerin                  | Pkt |
| ---- | ------------------------- | --- |
| 1.   | Maria Giulia Confalonieri | 500 |
| 2.   | Hanna Solowej             | 450 |
| 3.   | Charlotte Becker          | 400 |
| 4.   | Verena Eberhardt          | 375 |
| 5.   | Lydia Gurley              | 350 |
| 6.   | Jarmila Machačová         | 325 |
| 7.   | Rebecca Raybould          | 300 |
| 8.   | Michaela Drummond         | 275 |
| 9.   | Anita Yvonne Stenberg     | 250 |
| 10.  | Olivija Baleišytė         | 225 |

#### Omnium
| Ort                       | Siegerin          | Zweite              | Dritte            |
| ------------------------- | ----------------- | ------------------- | ----------------- |
| Saint-Quentin-en-Yvelines | Kirsten Wild      | Letizia Paternoster | Neah Evans        |
| Milton                    | Laura Kenny       | Lizbeth Salazar     | Jennifer Valente  |
| Berlin                    | Katie Archibald   | Letizia Paternoster | Jennifer Valente  |
| London                    | Kirsten Wild      | Jennifer Valente    | Allison Beveridge |
| Cambridge                 | Annette Edmondson | Allison Beveridge   | Yūmi Kajihara     |
| Hongkong                  | Kirsten Wild      | Laurie Berthon      | Alexandra Manly   |

Gesamtwertung
| Pos. | Fahrerin              | SQY | Mil | Ber | Lon | Cam | Hong | Pkt  |
| ---- | --------------------- | --- | --- | --- | --- | --- | ---- | ---- |
| 1.   | Kirsten Wild          | 500 | –   | –   | 500 | –   | 500  | 1500 |
| 2.   | Allison Beveridge     | –   | 205 | 325 | 400 | 450 | –    | 1380 |
| 3.   | Lotte Kopecky         | –   | –   | 300 | 300 | 375 | 350  | 1325 |
| 4.   | Olivija Baleišytė     | 375 | 190 | 275 | 225 | 250 | –    | 1315 |
| 5.   | Letizia Paternoster   | 450 | –   | 450 | –   | –   | 375  | 1275 |
| 6.   | Jennifer Valente      | –   | 400 | 400 | 450 | –   | –    | 1250 |
| 7.   | Laurie Berthon        | –   | 350 | –   | 375 | –   | 450  | 1175 |
| 8.   | Yūmi Kajihara         | –   | 300 | –   | 325 | 400 | –    | 1025 |
| 9.   | Anita Yvonne Stenberg | 120 | 130 | 225 | 100 | 225 | 160  | 960  |
| 10.  | Annette Edmondson     | –   | –   | 375 | –   | 500 | –    | 875  |

#### Zweier-Mannschaftsfahren
| Ort                       | Siegerinnen                                  | Zweite                                                | Dritte                                          |
| ------------------------- | -------------------------------------------- | ----------------------------------------------------- | ----------------------------------------------- |
| Saint-Quentin-en-Yvelines | Dänemark Amalie Dideriksen Julie Leth        | Vereinigtes Königreich Neah Evans Emily Kay           | Australien Georgia Baker Macey Stewart          |
| Milton                    | Großbritannien Katie Archibald Elinor Barker | Dänemark Amalie Dideriksen Julie Leth                 | Kanada Allison Beveridge Stephanie Roorda       |
| Berlin                    | Großbritannien Laura Kenny Emily Nelson      | Dänemark Trine Schmidt Julie Leth                     | Belgien Jolien D’hoore Lotte Kopecky            |
| London                    | Großbritannien Katie Archibald Laura Kenny   | Australien Amy Cure Annette Edmondson                 | Belgien Jolien D’hoore Lotte Kopecky            |
| Cambridge                 | Belgien Jolien D’hoore Lotte Kopecky         | Italien Letizia Paternoster Maria Giulia Confalonieri | Neuseeland Racquel Sheath Rushlee Buchanan      |
| Hongkong                  | Niederlande Kirsten Wild Amy Pieters         | Belgien Jolien D’hoore Lotte Kopecky                  | Italien Elisa Balsamo Maria Giulia Confalonieri |

Gesamtwertung
| Pos. | Mannschaft             | SQY | Mil | Ber | Lon | Cam | Hong | Pkt  |
| ---- | ---------------------- | --- | --- | --- | --- | --- | ---- | ---- |
| 1.   | Vereinigtes Königreich | 450 | 500 | 500 | 500 | –   | –    | 1950 |
| 2.   | Italien                | 325 | 275 | 120 | 350 | 450 | 400  | 1920 |
| 3.   | Russland               | 275 | 375 | 375 | –   | 375 | 375  | 1775 |
| 4.   | Belgien                | –   | –   | 400 | 400 | 500 | 450  | 1750 |
| 5.   | Dänemark               | 500 | 450 | 450 | –   | –   | –    | 1400 |
| 6.   | Kanada                 | –   | 400 | 300 | 225 | 300 | 160  | 1385 |
| 7.   | Ukraine                | 375 | –   | 250 | 190 | 325 | 225  | 1365 |
| 8.   | Niederlande            | 250 | –   | 190 | 375 | –   | 500  | 1315 |
| 9.   | Australien             | 400 | –   | 325 | 450 | –   | 130  | 1305 |
| 10.  | Polen                  | 205 | 205 | 275 | 325 | –   | 250  | 1260 |

### Männer

#### Sprint
| Ort                       | Sieger           | Zweiter             | Dritter          |
| ------------------------- | ---------------- | ------------------- | ---------------- |
| Saint-Quentin-en-Yvelines | Matthew Glaetzer | Harrie Lavreysen    | Jeffrey Hoogland |
| Milton                    | Matthew Glaetzer | Harrie Lavreysen    | Jeffrey Hoogland |
| Berlin                    | Matthew Glaetzer | BCC Matthijs Büchli | Rayan Helal      |
| London                    | Harrie Lavreysen | Matthew Glaetzer    | Jeffrey Hoogland |
| Cambridge                 | Nathan Hart      | Mateusz Rudyk       | Sébastien Vigier |
| Hongkong                  | Thomas Clarke    | James Brister       | Xu Chao          |

Gesamtwertung
| Pos. | Fahrer           | SQY | Mil | Ber | Lon | Cam | Hong | Pkt  |
| ---- | ---------------- | --- | --- | --- | --- | --- | ---- | ---- |
| 1.   | Matthew Glaetzer | 500 | 500 | 500 | 450 | –   | –    | 1950 |
| 2.   | Mateusz Rudyk    | 375 | 250 | 375 | 275 | 450 | –    | 1725 |
| 3.   | Jeffrey Hoogland | 400 | 400 | 250 | 400 | –   | –    | 1450 |
| 4.   | Harrie Lavreysen | 450 | 450 | –   | 500 | –   | –    | 1400 |
| 5.   | Tomohiro Fukaya  | 90  | 325 | 50  | –   | 275 | 205  | 945  |
| 6.   | Xu Chao          | –   | –   | 190 | –   | 300 | 400  | 890  |
| 7.   | Nicholas Paul    | –   | –   | 205 | 350 | –   | 325  | 880  |
| 8.   | Nathan Hart      | –   | 375 | –   | –   | 500 | –    | 875  |
| 9.   | Vasilijus Lendel | 190 | 175 | 145 | 225 | –   | 120  | 855  |
| 10.  | Grégory Baugé    | 250 | 350 | –   | –   | 250 | –    | 850  |

#### Keirin
| Ort                       | Sieger              | Zweiter           | Dritter           |
| ------------------------- | ------------------- | ----------------- | ----------------- |
| Saint-Quentin-en-Yvelines | JPC Yūta Wakimoto   | Edward Dawkins    | Krzysztof Maksel  |
| Milton                    | Jason Kenny         | Hugo Barrette     | Matthijs Büchli   |
| Berlin                    | BCC Matthijs Büchli | Matthew Glaetzer  | Azizulhasni Awang |
| London                    | Matthijs Büchli     | Azizulhasni Awang | BCC Theo Bos      |
| Cambridge                 | Edward Dawkins      | Quentin Lafargue  | Yudai Nitta       |
| Hongkong                  | BCC Theo Bos        | Tomoyuki Kawabata | Oh Jeseok         |

Gesamtwertung
| Pos. | Fahrer              | SQY | Mil | Ber | Lon | Cam | Hong | Pkt. |
| ---- | ------------------- | --- | --- | --- | --- | --- | ---- | ---- |
| 1.   | Hugo Barrette       | –   | 450 | 110 | 190 | 325 | 400  | 1475 |
| 2.   | BCC Matthijs Büchli | –   | 400 | 500 | 500 | –   | –    | 1400 |
| 3.   | BCC Theo Bos        | 350 | –   | –   | 400 | –   | 500  | 1250 |
| 4.   | Edward Dawkins      | 450 | 275 | –   | –   | 500 | –    | 1225 |
| 5.   | Azizulhasni Awang   | 175 | 120 | 400 | 450 | –   | –    | 1145 |
| 6.   | Matthew Glaetzer    | 250 | –   | 450 | 300 | –   | –    | 1000 |
| 7.   | Yudai Nitta         | –   | –   | 250 | –   | 400 | 350  | 1000 |
| 8.   | Juan Peralta        | 80  | 175 | 110 | 175 | 250 | –    | 965  |
| 9.   | Kevin Quintero      | 120 | 225 | 350 | 250 | –   | –    | 945  |
| 10.  | JPC Yūta Wakimoto   | 500 | 325 | –   | –   | –   | –    | 825  |

#### Teamsprint
| Ort                       | Sieger                                                                | Zweite                                                        | Dritte                                                      |
| ------------------------- | --------------------------------------------------------------------- | ------------------------------------------------------------- | ----------------------------------------------------------- |
| Saint-Quentin-en-Yvelines | Niederlande Roy van den Berg Jeffrey Hoogland Sam Ligtlee             | Frankreich Grégory Baugé Michaël D’Almeida Sébastien Vigier   | Russland Pawel Jakuschewski Denis Dmitrijew Shane Perkins   |
| Milton                    | Niederlande Nils van ’t Hoenderdaal Harrie Lavreysen Jeffrey Hoogland | Beat Cycling Club Roy van den Berg Theo Bos Matthijs Büchli   | Vereinigtes Königreich Ryan Owens Philip Hindes Jason Kenny |
| Berlin                    | Niederlande Nils van ’t Hoenderdaal Harrie Lavreysen Jeffrey Hoogland | Vereinigtes Königreich Ryan Owens Philip Hindes Jason Kenny   | Deutschland Timo Bichler Stefan Bötticher Joachim Eilers    |
| London                    | Niederlande Roy van den Berg Harrie Lavreysen Matthijs Büchli         | Vereinigtes Königreich Ryan Owens Philip Hindes Joseph Truman | Deutschland Timo Bichler Maximilian Levy Joachim Eilers     |
| Cambridge                 | Neuseeland Ethan Mitchell Sam Webster Edward Dawkins                  | Australien Nathan Hart Jacob Schmid Thomas Clarke             | Frankreich Grégory Baugé Sébastien Vigier Michaël D’Almeida |
| Hongkong                  | Australien Matthew Richardson Thomas Clarke James Brister             | Japan Kazuki Amagai Yudai Nitta Tomohiro Fukaya               | Polen Mateusz Miłek Maciej Bielecki Patryk Rajkowski        |

Gesamtwertung
| Pos. | Mannschaft             | SQY   | Mil   | Ber   | Lon   | Cam   | Hong  | Pkt    |
| ---- | ---------------------- | ----- | ----- | ----- | ----- | ----- | ----- | ------ |
| 1.   | Niederlande            | 750,0 | 750,0 | 750   | 750,0 | –     | –     | 3000,0 |
| 2.   | Polen                  | 487,5 | 450,0 | 412,5 | 562,5 | 450   | 600   | 2962,5 |
| 3.   | Frankreich             | 675,0 | 487,5 | 525,0 | 525,0 | 600   | –     | 2812,5 |
| 4.   | Tschechien             | 412,5 | 412,5 | 450,0 | 262,6 | 525,0 | 487,5 | 2550,0 |
| 5.   | Vereinigtes Königreich | 562,5 | 600,0 | 675,0 | 675,0 | –     | –     | 2512,5 |
| 6.   | Australien             | 525,0 | 525,0 | –     | –     | 675,0 | 750,0 | 2475,0 |
| 7.   | Deutschland            | 450,0 | 375,0 | 600   | 600   | –     | 337,5 | 2362,5 |
| 8.   | Russland               | 600,0 | 285,0 | 307,5 | 337,5 | 337,5 | 450,0 | 2317,5 |
| 9.   | Neuseeland             | 285,0 | 562,5 | –     | –     | 750,0 | 525,0 | 2122,5 |
| 10.  | Volksrepublik China    | –     | –     | 487,5 | 487,5 | 562,5 | 375,0 | 1912,5 |

#### 1000-Meter-Zeitfahren
| Ort    | Sieger         | Zweiter          | Dritter      |
| ------ | -------------- | ---------------- | ------------ |
| Berlin | Joachim Eilers | Quentin Lafargue | BCC Theo Bos |

Gesamtwertung
| Pos. | Fahrer               | Pkt. |
| ---- | -------------------- | ---- |
| 1.   | Joachim Eilers       | 500  |
| 2.   | Quentin Lafargue 450 | 450  |
| 3.   | BCC Theo Bos 400     | 400  |
| 4.   | Sam Ligtlee 375      | 375  |
| 5.   | TTB Eric Engler 350  | 350  |
| 6.   | Rasmus Pedersen 325  | 325  |
| 7.   | Krzysztof Maksel 300 | 300  |
| 8.   | Tomáš Bábek          | 275  |
| 9.   | HUB Jonathan Wale    | 250  |
| 10.  | Aidan Caves          | 225  |

#### Mannschaftsverfolgung
| Ort                       | Sieger                                                                              | Zweite                                                                            | Dritte                                                                        |
| ------------------------- | ----------------------------------------------------------------------------------- | --------------------------------------------------------------------------------- | ----------------------------------------------------------------------------- |
| Saint-Quentin-en-Yvelines | Dänemark Julius Johansen Lasse Norman Hansen Rasmus Pedersen Casper von Folsach     | Vereinigtes Königreich Oliver Wood Mark Stewart Ed Clancy Kian Emadi              | Italien Michele Scartezzini Liam Bertazzo Filippo Ganna Francesco Lamon       |
| Milton                    | Dänemark Casper von Folsach Lasse Norman Hansen Julius Johansen Rasmus Pedersen     | Huub Wattbike Test Team John Archibald Daniel Bigham Harry Tanfield Jonathan Wale | Vereinigtes Königreich Oliver Wood Steven Burke Ed Clancy Kian Emadi          |
| Berlin                    | Australien Sam Welsford Kelland O’Brien Alexander Porter Leigh Howard Cameron Scott | Dänemark Julius Johansen Lasse Norman Hansen Rasmus Pedersen Casper von Folsach   | Kanada Derek Gee Aidan Caves Michael Foley Jay Lamoureux Adam Jamieson        |
| London                    | Huub Wattbike Test Team John Archibald Daniel Bigham Ashton Lambie Jonathan Wale    | Belgien Lindsay De Vylder Kenny De Ketele Robbe Ghys Fabio Van den Bossche        | Vereinigtes Königreich Matthew Walls William Tidball Ethan Vernon Fred Wright |
| Cambridge                 | Neuseeland Regan Gough Campbell Stewart Jordan Kerby Nick Kergozou                  | Kanada Aidan Caves Derek Gee Adam Jamieson Jay Lamoureux                          | Schweiz Claudio Imhof Stefan Bissegger Frank Pasche Cyrille Thièry            |
| Hongkong                  | Italien Liam Bertazzo Francesco Lamon Filippo Ganna Davide Plebani                  | Vereinigte Staaten Daniel Summerhill Ashton Lambie Colby Lange Eric Young         | Australien Godfrey Slattery Jarrad Drizners Conor Leahy Lucas Plapp           |

Gesamtwertung
| Pos. | Mannschaft              | SQY  | Mil  | Ber  | Lon  | Cam | Hong | Pkt  |
| ---- | ----------------------- | ---- | ---- | ---- | ---- | --- | ---- | ---- |
| 1.   | Italien                 | 800  | 500  | 500  | 750  | 650 | 1000 | 4200 |
| 2.   | Dänemark                | 1000 | 1000 | 900  | 700  | –   | –    | 3600 |
| 3.   | Huub Wattbike Test Team | 750  | 900  | 750  | 1000 | –   | –    | 3400 |
| 4.   | Vereinigtes Königreich  | 900  | 800  | 700  | 800  | –   | –    | 3200 |
| 5.   | Deutschland             | 700  | 650  | 650  | 550  | –   | 550  | 3100 |
| 6.   | Schweiz                 | 410  | 450  | 290  | –    | 800 | 700  | 2650 |
| 7.   | Frankreich              | 600  | 750  | –    | 500  | –   | –    | 2600 |
| 8.   | Belgien                 | 450  | 600  | 600  | 900  | –   | –    | 2550 |
| 9.   | Australien              | –    | –    | 1000 | –    | 700 | 800  | 2500 |
| 10.  | Russland                | 550  | 410  | 550  | –    | 550 | 410  | 2470 |

Bei Lauf I des Weltcups in Saint-Quentin-en-Yvelines verbesserte der italienische Vierer zweimal den nationalen Rekord auf schließlich 3:55,464 Minuten.
Bei Lauf IV des Weltcups in Cambridge verbesserte der Vierer aus der Schweiz in der ersten Runde den nationalen Rekord auf 3:54,858 Minuten.

#### Scratch
| Ort                       | Sieger             | Zweiter         | Dritter            |
| ------------------------- | ------------------ | --------------- | ------------------ |
| Saint-Quentin-en-Yvelines | Stefan Matzner     | Leigh Howard    | Adrien Garel       |
| Milton                    | Witalij Hryniw     | Oliver Wood     | Christos Volikakis |
| Cambridge                 | Christos Volikakis | Théry Schir     | Stefan Matzner     |
| Hongkong                  | Guo Liang          | Adrian Hegyvary | Clément Davy       |

Gesamtwertung
| Pos. | Fahrer             | SQY | Mil | Cam | Hong | Pkt  |
| ---- | ------------------ | --- | --- | --- | ---- | ---- |
| 1.   | Witalij Hryniw     | 225 | 500 | 350 | 205  | 1280 |
| 2.   | Stefan Matzner     | 500 | 130 | 400 | 225  | 1255 |
| 3.   | Christos Volikakis | –   | 400 | 500 | –    | 900  |
| 4.   | Jauhen Karaljok    | 300 | –   | 190 | 375  | 865  |
| 5.   | Guo Liang          | –   | –   | 275 | 500  | 775  |
| 6.   | Clément Davy       | –   | 325 | –   | 400  | 725  |
| 7.   | Felix English      | 325 | 375 | –   | –    | 700  |
| 8.   | Adrian Hegyvary    | –   | –   | 225 | 450  | 675  |
| 9.   | João Matias        | –   | –   | 250 | 325  | 575  |
| 10.  | Leung Ka-yu        | 350 | 160 | –   | –    | 510  |

#### Punktefahren
| Ort                       | Sieger           | Zweiter      | Dritter            |
| ------------------------- | ---------------- | ------------ | ------------------ |
| Saint-Quentin-en-Yvelines | Moritz Malcharek | Mark Stewart | Christos Volikakis |

Gesamtwertung
| Pos. | Fahrer                | Pkt |
| ---- | --------------------- | --- |
| 1.   | Moritz Malcharek      | 500 |
| 2.   | Mark Stewart          | 450 |
| 3.   | Christos Volikakis    | 400 |
| 4.   | Sebastián Mora        | 375 |
| 5.   | Witalij Hryniw        | 350 |
| 6.   | Wojciech Pszczolarski | 325 |
| 7.   | Fintan Ryan           | 300 |
| 8.   | Miguel Do Rego        | 275 |
| 9.   | Kenny De Ketele       | 250 |
| 10.  | Robin Froidevaux      | 225 |

#### Omnium
| Ort                       | Sieger          | Zweiter         | Dritter              |
| ------------------------- | --------------- | --------------- | -------------------- |
| Saint-Quentin-en-Yvelines | Albert Torres   | Oliver Wood     | Benjamin Thomas      |
| Milton                    | Benjamin Thomas | Mark Stewart    | Campbell Stewart     |
| Berlin                    | Sam Welsford    | Albert Torres   | Jan-Willem van Schip |
| London                    | Matthew Walls   | Ignacio Prado   | Elia Viviani         |
| Cambridge                 | Claudio Imhof   | Raman Zischkou  | Liam Bertazzo        |
| Hongkong                  | Cameron Meyer   | Benjamin Thomas | Campbell Stewart     |

Gesamtwertung
| Pos. | Fahrer               | SQY | Mil | Ber | Lon | Cam | Hong | Pkt  |
| ---- | -------------------- | --- | --- | --- | --- | --- | ---- | ---- |
| 1.   | Christos Volikakis   | 325 | –   | 375 | 375 | 375 | 350  | 1800 |
| 2.   | Benjamin Thomas      | 400 | 500 | –   | –   | –   | 450  | 1350 |
| 3.   | Raman Zischkou       | 300 | –   | 225 | –   | 450 | 325  | 1300 |
| 4.   | Albert Torres        | 500 | 300 | 450 | –   | –   | –    | 1250 |
| 5.   | Jan-Willem van Schip | 375 | –   | 400 | 325 | –   | –    | 1100 |
| 6.   | Claudio Imhof        | –   | 350 | 190 | –   | 500 | –    | 1040 |
| 7.   | Moritz Malcharek     | –   | 325 | 300 | 205 | –   | 90   | 920  |
| 8.   | Campbell Stewart     | –   | 400 | –   | –   | –   | 400  | 800  |
| 9.   | Lindsay De Vylder    | –   | 375 | –   | 250 | –   | 160  | 785  |
| 10.  | Ignacio Prado        | –   | 145 | 145 | 450 | –   | –    | 740  |

#### Zweier-Mannschaftsfahren
| Ort                       | Mannschaft                                      | Zweite                                           | Dritte                                             |
| ------------------------- | ----------------------------------------------- | ------------------------------------------------ | -------------------------------------------------- |
| Saint-Quentin-en-Yvelines | Lasse Norman Hansen Michael Mørkøv              | Wojciech Pszczolarski Daniel Staniszewski        | Kelland O’Brien Leigh Howard                       |
| Milton                    | Julius Johansen Casper von Folsach              | Mark Stewart Oliver Wood                         | Daniel Holloway Adrian Hegyvary                    |
| Berlin                    | Dänemark Lasse Norman Hansen Casper von Folsach | Vereinigtes Königreich Mark Stewart Oliver Wood  | Deutschland Roger Kluge Theo Reinhardt             |
| London                    | Dänemark Julius Johansen Casper von Folsach     | Vereinigtes Königreich Fred Wright Matthew Walls | Spanien Albert Torres Sebastián Mora               |
| Cambridge                 | Neuseeland Campbell Stewart Aaron Gate          | Niederlande Yoeri Havik Roy Pieters              | Vereinigte Staaten Daniel Holloway Adrian Hegyvary |
| Hongkong                  | Neuseeland Campbell Stewart Thomas Sexton       | Australien Sam Welsford Kelland O’Brien          | Frankreich Benjamin Thomas Florian Maitre          |

Gesamtwertung
| Pos. | Mannschaft             | SQY | Mil | Ber | Lon | Cam | Hong | Pkt  |
| ---- | ---------------------- | --- | --- | --- | --- | --- | ---- | ---- |
| 1.   | Dänemark               | 500 | 500 | 500 | 500 | –   | –    | 2000 |
| 2.   | Italien                | 250 | 175 | 375 | 325 | 350 | 300  | 1775 |
| 3.   | Vereinigtes Königreich | 375 | 450 | 450 | 450 | –   | –    | 1725 |
| 4.   | Niederlande            | 225 | -   | 325 | 375 | 450 | 205  | 1580 |
| 5.   | Neuseeland             | 120 | 225 | –   | 225 | 500 | 500  | 1570 |
| 6.   | Spanien                | 350 | 325 | 205 | 400 | 160 | 110  | 1550 |
| 7.   | Schweiz                | 175 | 250 | 190 | 275 | 300 | 350  | 1540 |
| 8.   | Österreich             | 300 | 145 | 225 | 350 | 275 | 145  | 1440 |
| 9.   | Australien             | 400 | –   | 350 | –   | 225 | 450  | 1425 |
| 10.  | Deutschland            | 325 | 190 | 400 | 190 | –   | 175  | 1280 |

### Teamwertung
| Pos. | Nation/Team            | SQY {  | Mil    | Ber    | Lon    | Cam    | Hong   | Pkt     |
| ---- | ---------------------- | ------ | ------ | ------ | ------ | ------ | ------ | ------- |
| 1.   | Australien             | 6315,0 | 3375,0 | 5225,0 | 2475,0 | 4265,0 | 6386,0 | 28041,0 |
| 2.   | Vereinigtes Königreich | 6837,5 | 6251,0 | 5876,0 | 6526,0 | 950,0  | 350,0  | 26790,5 |
| 3.   | Deutschland            | 5415,0 | 4991,0 | 5885,0 | 4190,0 | 530,0  | 4218,5 | 25229,5 |
| 4.   | Frankreich             | 5435,0 | 5687,5 | 1975,0 | 3840,0 | 2825,0 | 4540,0 | 24302,5 |
| 5.   | Italien                | 4551,0 | 2978,0 | 3435,0 | 3190,0 | 3900,0 | 4625,0 | 22679,0 |
| 6.   | Polen                  | 4839,5 | 3484,5 | 3484,5 | 3844,5 | 3160,0 | 3632,0 | 22092,5 |
| 7.   | Neuseeland             | 5060,0 | 4588,5 | –      | 225,0  | 7000,0 | 3321,0 | 20194,5 |
| 8.   | Niederlande            | 4636,0 | 3225,0 | 5360,0 | 4500,0 | 860,0  | 1500,0 | 20081,0 |
| 9.   | Ukraine                | 3876,0 | 1805,0 | 2725,0 | 2016,0 | 3575,0 | 2855,0 | 16852,0 |
| 10.  | Russland               | 3740,0 | 3235,0 | 3423,5 | 1305,5 | 2628,5 | 2186,0 | 16518,5 |

## Teamkürzel
Die Kürzel in den Klammern bedeuten einen Start für ein UCI Track Team. Ohne eine Angabe erfolgte ein Start für das jeweilige Nationalteam.
HBT: Holy Brother Cycling Team; HUB: Huub Wattbike Test Team; MPS: Giant-Max Success Sports Pro Cycling; RVL: Gazprom-RusVelo; JPC: Japan Professional Cyclist Association; DSR: Dream Seeker